# Муреновые

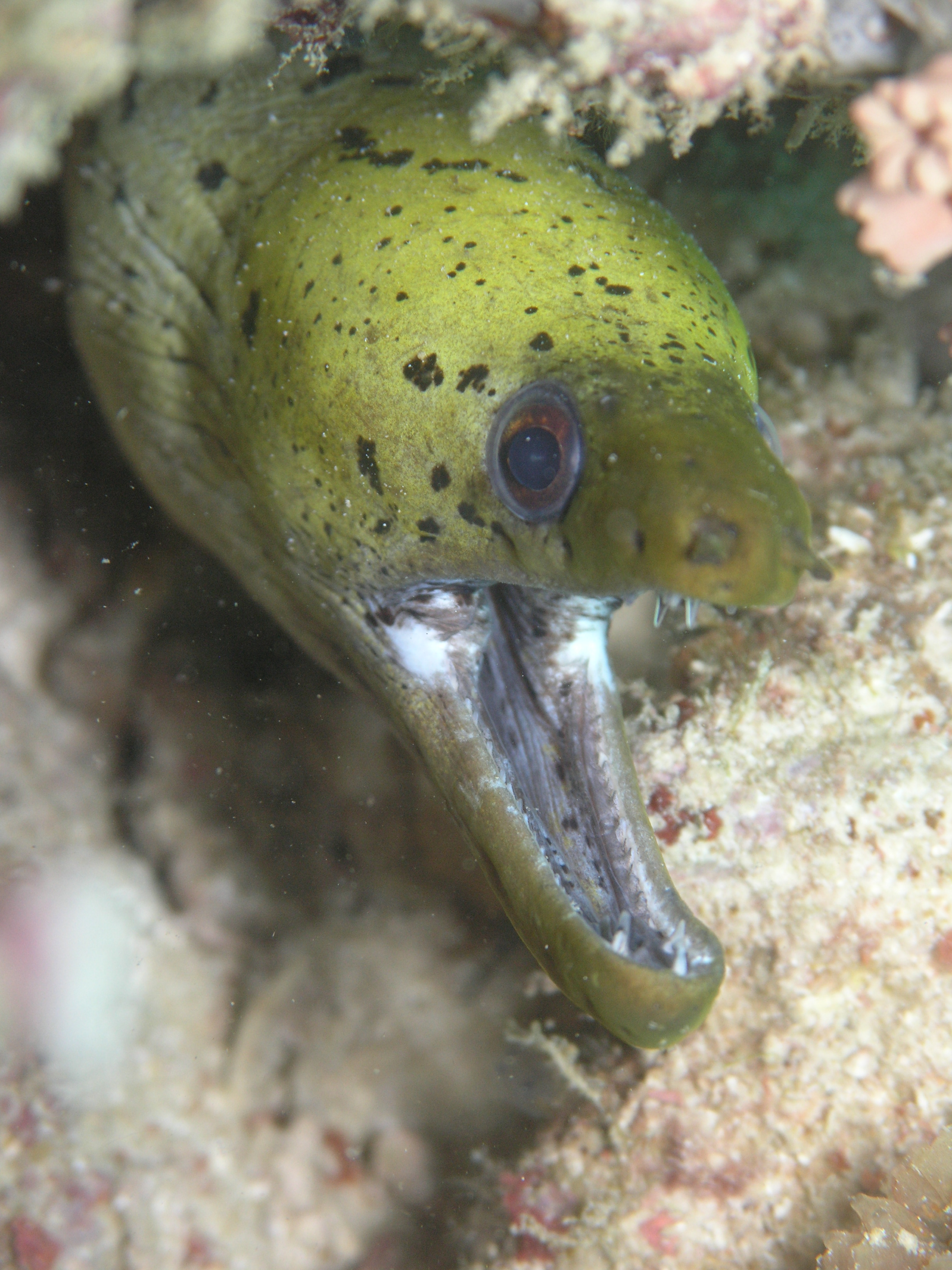
Gymnothorax fimbriatus

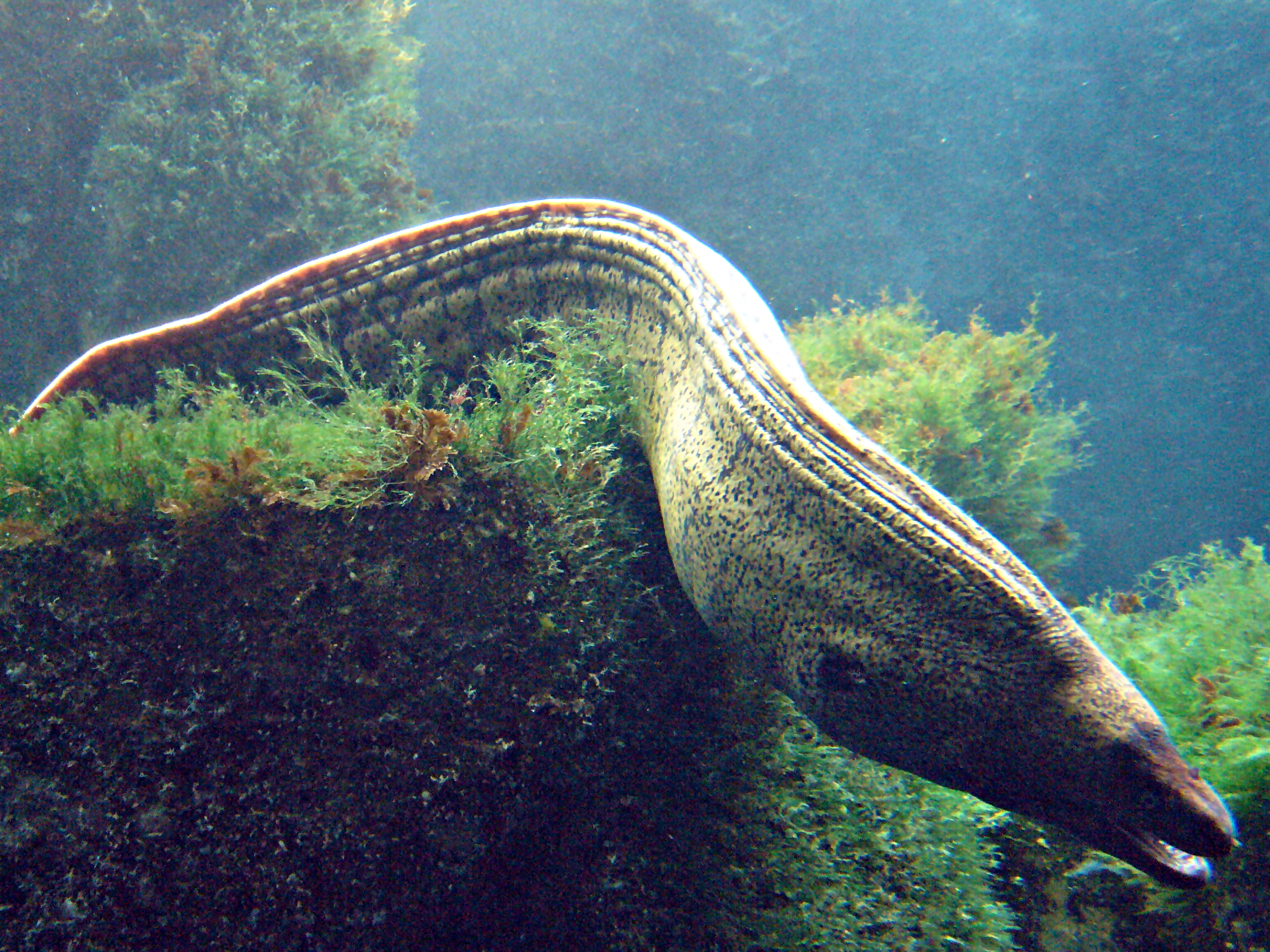
Muraena helena

Челюстной аппарат мурен

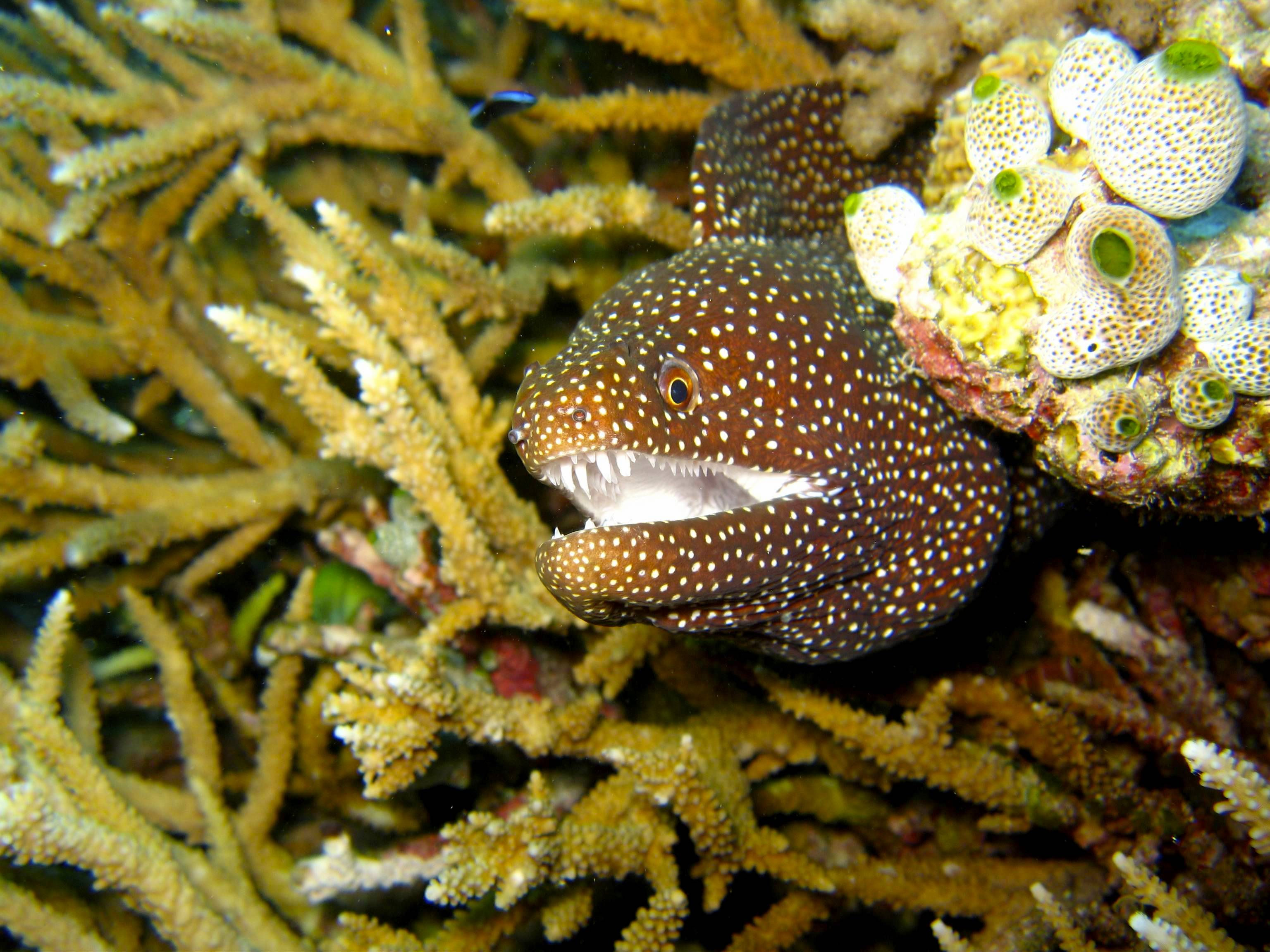

Муреновые (лат. Muraenidae) — семейство морских лучепёрых рыб из отряда угреобразных. Изредка встречаются в пресных водах. Встречаются в тропических и умеренных морях. По данным разных авторов от 85 до 206 видов. Обладают длинными клыковидными зубами. Жаберные отверстия редуцированы (мелкие и округлые на боках головы). Грудные плавники отсутствуют. Позвонков — 110—200.
Имеют размер от 11 см (Anarchias leucurus) до 4 м (Strophidon sathete). Крупнейшим видом в семействе считается гигантская мурена, достигающая массы более 30 кг.
В дневное время мурены, как правило, сидят в расщелинах скал или кораллов, высунув головы и обычно поводя ими из стороны в сторону, высматривая проплывающую добычу, ночью выбираются из убежищ, чтобы поохотиться. Норы, в которых живут мурены, часто слишком узкие, чтобы как следует распахнуть челюсти и втянуть добычу в рот вместе с водой, как поступают многие другие хищные рыбы, поэтому зубы мурен расположены на двух парах челюстей — вторая пара расположена глубоко в глотке, но способна выдвигаться, чтобы схватить добычу и протащить её в пищевод.

## Систематика
2 подсемейства, 16 родов и около 200 видов.
- Подсемейство Muraeninae
  - Diaphenchelys
  - Echidna J. R. Forster, 1788 — Ехидны (рыбы), или мегадеры, или мурены-ехидны — 11 видов
  - Enchelycore Kaup, 1855 — Энхеликоры — 13
  - Enchelynassa Kaup, 1855 — Энхелинассы — 1
  - Gymnomuraena Lacepède, 1803 — Гимномурены
  - Gymnothorax Bloch, 1795 — Гимнотораксы — 124
  - Monopenchelys — 1
  - Muraena Linnaeus, 1758 — Мурены — 10
  - Pseudechidna Bleeker, 1863 — Псевдоехидны — 1
  - Rhinomuraena Garman, 1888 — Риномурены — 1
  - Strophidon McClelland, 1844 — Стофидоны — 1
- Подсемейство Uropterygiinae
  - Anarchias Jordan & Starks in Jordan & Seale, 1906 — Анархиасы — 11
  - Channomuraena Richardson, 1848 — Ханномурены
    - Вид Channomuraena bauchotae Saldanha & Quéro, 1994
    - Вид Channomuraena vittata (Richardson, 1845) — Ханномурена

  - Cirrimaxilla Chen & Shao, 1995 — 1
  - Scuticaria Jordan & Snyder, 1901 — 2
  - Uropterygius Bloch, 1795 — Уроптеригиусы, или рифовые угри — 20